# Stephanopis fissifrons
Stephanopis fissifrons är en spindelart som beskrevs av William Joseph Rainbow 1920. Stephanopis fissifrons ingår i släktet Stephanopis och familjen krabbspindlar. Inga underarter finns listade i Catalogue of Life.